# مصطلحات علم الرايات
رموز علم الريات أو معجم علم الرايات هو نظام المصطلحات المُستخدم في علم الرايات لوصف الرايات وأجزائها وأنماطها بدقة، وغيرها من الصفات التي لها علاقة بالأبعاد. قام العالم الأمريكي ويتني سميث بتطوير هذا النظام في بداية سبعينيات القرن العشرين، وتم اعتماده رسميًا من قبل الاتحاد الدولي لعلم الرايات (بالفرنسية: Fédération internationale des associations vexillologiques أو اختصارًا FIAV).

## وصف أجزاء ومصطلحات الراية

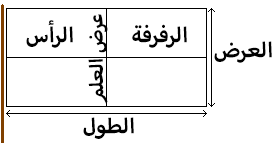
أجزاء الراية.

- الشارة: (بالإنجليزية: Badge) هي شعار نبالة أو رمز مبسط.
- الرأس: (بالإنجليزية: Canton) هو الربع الأقرب إلى الأعلى من الراية، وهو يشير بالعادة إلى الربع الأيسر العلوي، كما في علم الولايات المتحدة الأمريكية وعلم أستراليا.[2]
- الوسم: (بالإنجليزية: Charge) هو الرمز الموجود على الراية.
- الشعار: (بالإنجليزية: Emblem) هو رسم يستخدم كوسم على الرايات غالبًا. ممكن أن تعود أصوله إلى شعارات النبالة أو أن يكون حديثًا، مثل ورقة القيقب الموجودة على علم كندا.
- أرضية الراية: (بالإنجليزية: Field) هي خلفية الراية، أي اللون الذي يقع خلف الوسم.[2]
- التخميل: (بالإنجليزية: Fimbriation) هو تحديد ضيق، غالبًا ما يكون باللون الأبيض أو الذهبي، يفصل بين لونين على الراية، كما في علم جنوب أفريقيا.
- الرفرف: (بالإنجليزية: Fly) هو طول الراية، والطرف السائب البعيد عن السارية. يشير هذا المصطلح أيضًا إلى الطول الأفقي للراية.[2]
- عرض الراية: (بالإنجليزية: Hoist) هو الطرف الذي يُربط إلى السارية. يشير هذا المصطلح أيضًا إلى العرض العمودي للراية.[2]
- الطول: هو مسافة الراية على طول الجانب من الزوايا اليمنى باتجاه السارية.
- العرض: هو مسافة الراية أسفل الجانب الموازي للسارية.

## الأنماط الأساسية للرايات
| الاسم           | التصوير | المثال           |
| --------------- | ------- | ---------------- |
| المحدد          |         | علم سريلانكا     |
| الرأس           |         | علم ماليزيا      |
| الاسترباع       |         | علم بنما         |
| الصليب اليوناني |         | علم سويسرا       |
| الصليب المتناظر |         | علم جورجيا       |
| الصليب الشمالي  |         | علم الدنمارك     |
| خط وسطي عمودي   |         | علم كندا         |
| خط وسطي أفقي    |         | علم النمسا       |
| خط قطري         |         | علم تنزانيا      |
| مثلث ايسر       |         | علم فلسطين       |
| حرف Y           |         | علم جنوب أفريقيا |
| حرف X           |         | علم اسكتلندا     |

## أساليب عرض الراية

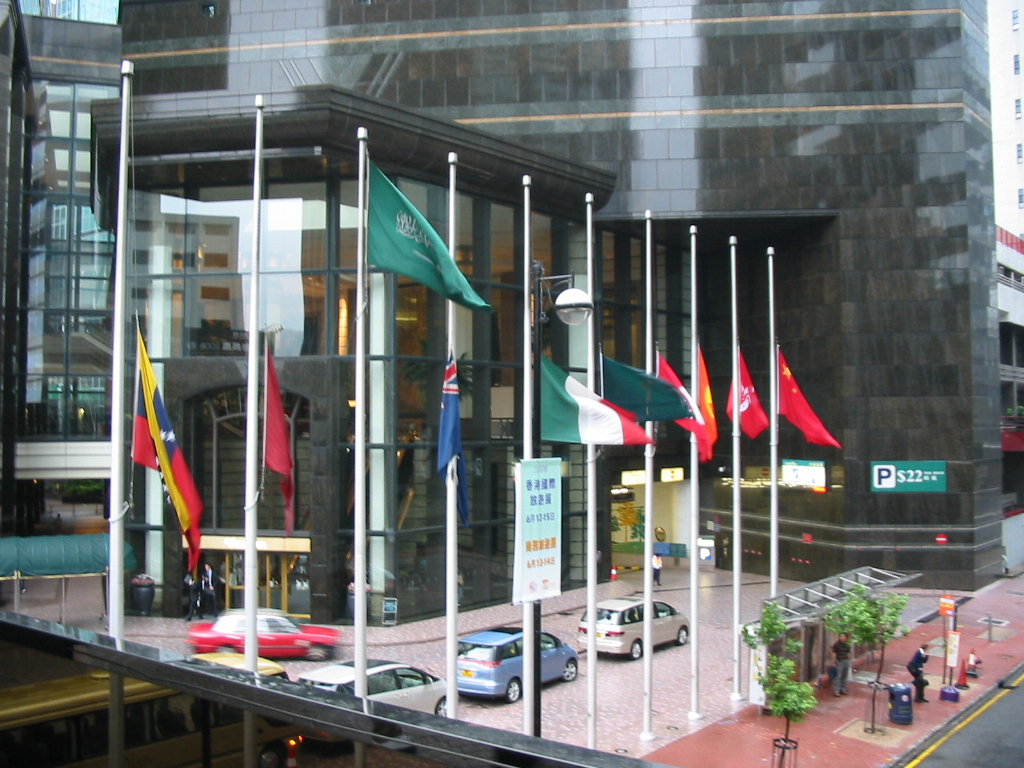
تنكيس الأعلام بسبب زلزال.

لرفع الراية وتنكيسها قواعد معينة تحددها الأنظمة. إن رفع الراية (بالانجليزية: Hoist of flag) يعني نشرها، وخفض الراية (بالانجليزية: Dip of flag) يعني إنزالها موقتًا أو قليلاً لتحيتها عند رفعها مجددًا، أما تنكيس الراية (بالانجليزية: Half - staff) فيعني إنزالها إلى الوسط علامة الحداد، وأما نزع الراية (بالانجليزية: Strike of flag) فيعني الاستسلام والهزيمة. وتسليك الحبل (بالانجليزية: Reeve a rope) يعني تمريره في طرف الراية تمهيدًا لرفعها وإنزالها.
يُشار إلى أن رايات بعض الدول الإسلامية لا تُنكس إطلاقًا ولا يتم إنزالها إلى نصف السارية في حالات الحداد أو الكوارث والأحداث الكبيرة التي تعبر عن موقف الدولة والمراسم الدولية، مثل علم السعودية. كما تشترك ثلاثة دول مع السعودية في حظر الراية الأفقية، وهي باكستان، البرازيل وسريلانكا.

## رموز هوية الراية
يستخدم المختصون بعلم الرايات رموز هذا العِلم للإشارة إلى خصائص الرايات الوطنية، مثل مكان استخدامها، ومَن يستخدمها، وماذا تشبه.

### تغيير الرايات الوطنية حسب الاستخدام
تستخدم بعض الدول تصميمًا واحدًا ليكون هو الراية الوطنية في كل مجالات الاستخدام؛ بينما تستخدم دول أخرى رايات متعددة لتمثيل الراية الوطنية، وهذ يعتمد على الحالة أو الغرض (على سبيل المثال مَن يحمل الراية وأين). إن السياقات الأساسية الستة لاستخدام الراية (والمتغيرات المحتملة للراية الوطنية) هي:
 الراية المدنية – يرفعها المواطنون.
 راية الدولة – تُرفع على المباني.
 راية الحرب – تُرفع على المباني العسكرية.
 الشارة المدنية – تُرفع على متن سفن خاصة (سفن الصيد والسفن السياحية واليخوت، الخ).
 شارة الدولة – تُرفع على متن سفن الحكومة غير المسلحة.
 الشارة البحرية – تُرفع على السفن الحربية.
يُشار إلى أن تصميم الراية الواحدة قد يرتبط مع أكثر من استخدام عمليًا، على سبيل المثال، تصميم لراية قد يشير إلى دور مزدوج  كراية وشارة للحرب. كذلك بعض الدول تعرّف استخدام التصاميم حسب المجال، لكن لم يتم ذكرها بالجدول السابق، مثل شارات القوات الجوية (مُشتقة من رايات الحرب أو شارات الحرب، تُرفع كراية وطنية قي القواعد الجوية؛ على سبيل المثال رايات القوات الجوية، وشارات الطيران المدني).

### رموز أخرى
توجد رموز أخرى تُستخدم لوصف هيئة الراية، كما هو حال الرايات التي تحتوي تصميم مختلف على كل جهة، أو في حال تعليقها بشكل عمودي، الخ.
- نسخة طبيعية أو بحكم القانون أو الوجه الآخر للراية
- تصميم قد تم اقتراحه سابقًا، إلا أنه لم يُعتمد إطلاقًا
- التصميم في إعادة تشكيل، بناءا على ملاحظات سابقة
- الوجه الخلفي للراية
- التصميم هو بديل مقبول
- نسخة بديلة من الراية
- نسخة من الراية بحكم الأمر الواقع
- راية تحتوي تصميمين مختلفين في الوجهين الأمامي والخلفي
- تصميم مُصرّح له رسميًا من الحكومة لتمثيل الدولة
- تصميم تم استخدامه في السابق، ولم يعد يُستخدم حاليًا
- الوجه الخلفي للراية هو مرآة للوجه الأمامي
- الوجه الخلفي للراية مطابق للوجه الأمامي
- المعلومات عن الوجه الخلفي للراية غير متوفرة
- راية يمكن تعليقها عموديًا بتعليقه على سارية عادية، ويمكن بعدها تدوير السارية تسعين درجة
- راية يمكن تعليقها عموديًا بعد تدوير التصميم
- طريقة وضع الراية بالوضع العمودي غير معلومة
- التصميم لا يحوي عناصر يمكن تدويرها
- رايات يمكن فقط وضعها بشكل عمودي

## وصلات خارجية
- فيديو لوصف رموز علم الرايات